# Bosque de Pafos
El bosque de Pafos es un bosque estatal ubicado en las montañas de Troodos en Chipre, con una superficie de 70.000 hectáreas. Ha sido un coto de caza permanente desde 1938.
El bosque de Pafos es un bosque de tipo mediterráneo con coníferas como el pino de Brutia (Pinus brutia) y el cedro de Chipre (Cedrus brevifolia) y árboles de hoja ancha como el roble dorado (Quercus alnifolia) y Platanus orientalis.
El bosque de Pafos es el hogar del muflón de Chipre, el zorro rojo y el ratón de Chipre. También están presentes en el bosque ocho especies de serpientes y una gran variedad de especies de lagartijas y ranas.